# NGC 786
NGC 786 is een spiraalvormig sterrenstelsel in het sterrenbeeld Ram. Het hemelobject werd op 26 september 1865 ontdekt door de Duits-Deense astronoom Heinrich Louis d'Arrest.

## Synoniemen
- PGC 7680
- UGC 1506
- MCG 2-6-12
- ZWG 438.13
- KCPG 50
- IRAS01587+1524